# Sabeltangare
De sabeltangare (Stilpnia cayana, synoniem: Tangara cayana) is een zangvogel uit de familie Thraupidae (tangaren). 

## Verspreiding en leefgebied
Deze soort telt zeven ondersoorten:
- S. c. fulvescens: centraal Colombia.
- S. c. cayana: oostelijk Colombia en zuidelijk Venezuela, de Guyana's en noordelijk Brazilië; ook oostelijk Peru, noordelijk Bolivia en het westelijke deel van Centraal-Brazilië.
- S. c. huberi: noordoostelijk Brazilië.
- S. c. flava: oostelijk Brazilië.
- S. c. sincipitalis: oostelijk deel van Centraal-Brazilië.
- S. c. chloroptera: zuidoostelijk Brazilië, Paraguay en Argentinië.
- S. c. margaritae: zuidwestelijk Brazilië.